# Alyssa Brown
Alyssa Brown (Oakville, Ontário, 11 de maio de 1989) é uma ginasta canadense que compete em ginástica artística.
Brown participou dos Jogos da Commonwealth de 2006, onde recebeu uma medalha de prata no salto sobre a mesa e uma medalha de bronze no evento em equipes.
Ela também recebeu duas medalhas de bronze nos Campeonatos Panamericanos de Ginástica de 2005, no evento em equipes e na trave.